# Casa de Michael Billmeyer
La Casa Michael Billmeyer, también conocida como la Casa Bensell-Billmeyer, es una casa gemela histórica en la sección Mount Airy de Filadelfia, Pensilvania. Fue construido alrededor de 1730 por John George Bensell. Michael Billmeyer, el notable impresor de Germantown, lo compró en 1789. Se dice que desde este punto, el general George Washington dirigió las fuerzas continentales en la batalla de Germantown contra el bastión británico en Cliveden, esto no ha podido ser confirmado con seguridad, aunque se han intentado hacer tratados para afirmar o denegar esta teoría.
La casa se agregó al Registro Nacional de Lugares Históricos en 1972. Es una propiedad que contribuye al distrito histórico colonial de Germantown. La Casa Daniel Billmeyer, ubicada al otro lado de la calle, fue construida por Michael para su hijo en 1793 y también figura en el NRHP, esto puede ser consultada en los archivos de la ciudad, siendo actualmente un lugar de interés turístico.